# Joseph Euler
Joseph Ignaz Euler (* 20. Februar 1804 in Düsseldorf; † 27. Oktober 1886 ebenda) war ein preußischer Notar und Politiker der demokratischen Bewegung.

## Leben
Euler war ein Sohn des Kanzlei- und Stadtgerichtsprokurators Adrian Euler (1768–1837) und seiner zweiten Frau Josepha geb. Wilbertz († 1821), die diesem dreizehn Kinder gebar. Nach der Schulausbildung, einem Jurastudium an der Universität Heidelberg sowie einer Reise nach Italien und in die Schweiz, die durch väterliche Zuschüsse finanziert wurde,  schlug Joseph Euler die Notariatslaufbahn ein. Seine erste Stelle erhielt er in Leichlingen, danach war er Notar in Opladen. 1831 heiratete er Antonie Blin (* 1812), die ihm vier Kinder gebar: Eduard (* 1833), Otto (1835–1925), Bertha Margarete Luise (* 1837) und Sophie (* 1839). 1837 übernahm Euler das Büro und den Notariatstitel seines Vaters in Düsseldorf. Sein Geld legte er in Grundstücken in Flingern an. Das ehemalige Gutshaus wurde aus wirtschaftlichen Gründen später an die Stadt verkauft, die auf dem Grundstück in den 1920er Jahren die Siedlung Eulerhof entstehen ließ, benannt nach dem Gutshof der Eulers, der dort einst stand.
Im März 1842 strengte der Oberprokurator, ein Organ der Rechtspflege in Preußen, ein Untersuchungsverfahren über eine angebliche Verfehlung Eulers an. Gegen die Anschuldigung setzte sich Euler durch eine Verteidigungsschrift zur Wehr. Aus ihr ging eine Fachveröffentlichung unter dem Titel Über das Notariat in Rheinpreußen mit Rückblicken auf die altpreußischen Provinzen und Frankreich (Leipzig 1844) hervor. Später folgte die Schrift Handbuch des Notariats in Preußen (Düsseldorf 1858). Durch beide Veröffentlichungen erwarb er sich hohe Anerkennung. Als Mitbegründer des Notariatsvereins für Deutschland und Österreich wurde er am 7. Oktober 1871 zu dessen Vorsitzenden gewählt. Eine führende Rolle kam ihm ebenfalls zu, als 1842/1843 die Düsseldorfer Gesellschaft Verein aus der Zusammenlegung der „Lese-, Casino- und Kaufmannsgesellschaft“ entstand. 1845 gehörte er zu den Gründern der Düsseldorfer Allgemeinen Versicherungsgesellschaft für See-, Fluß- und Landtransporte, 1848 zu den Gründern des Künstlervereins Malkasten. Auch der Dampfschiffahrts-Gesellschaft für den Nieder- und Mittelrhein gehörte er an. Zudem war Euler, zu dessen Freundes- und Bekanntenkreis etwa der Komponist Robert Schumann und die Pianistin und Komponistin Clara Schumann zählten, ein Förderer des Düsseldorfer Musiklebens. Er spielte Violine im Düsseldorfer Orchester, als Vorstandsmitglied diente er dem Allgemeinen Musikverein zu Düsseldorf seit 1845, insbesondere bei der Vorbereitung Niederrheinischer Musikfeste. Eine Privataufführung von Bachs Toccata und Fuge F-Dur durch Johannes Brahms fand im Herbst 1853 in Eulers Haus statt.
Seit der Zeit des Vormärz engagierte sich Euler politisch. Nachdem in einer Sitzung des 7. rheinischen Provinziallandtages der Entwurf eines neuen preußischen Strafgesetzbuches als gegenüber dem geltenden Rheinischen Recht rückständiges Konzept zurückgewiesen worden war und als daraufhin das Volk aus Köln und Düsseldorf am 22. Juni 1843 einen freudigen Fackelzug abhielt („Köln-Düsseldorfer Verbrüderungsfest“), gehörte Euler zu den Initiatoren eines Festes zu Ehren des Landtages, das zum Unmut der preußischen Obrigkeit am 4. Juli 1843 im Beckerschen Gartenlokal zu Düsseldorf veranstaltet wurde. Im Jahr der Märzrevolution kandidierte Euler als Mitglied des Vereins für demokratische Monarchie, der ein konstitutionelles Königtum anstrebte, für die Preußische Nationalversammlung und wurde am 8. Mai 1848 zum Volksvertreter gewählt. Der Düsseldorfer Anton Bloem – wie er ein Mitglied der bürgerlich-demokratischen Bewegung der Rheinprovinz – wurde ebenfalls in die Volksvertretung, die Preußen eine neue Verfassung geben sollte, gewählt. Bei Neuwahlen im Folgejahr konnte sich Euler nicht mehr durchsetzen. Düsseldorf war während der Revolution ein Zentrum der Forderungen nach bürgerlichen Freiheiten gewesen. Unruhen, die zur Verhängung des Belagerungszustandes führten, gipfelten 1849 in blutigen Barrikadenkämpfen. Nach der Aufhebung des Belagerungszustandes formierten sich neue demokratische Vereinigungen, in denen sich maßgeblich Anhänger des Vereins für demokratische Monarchie und einige Reformkonservative zusammenschlossen. Einer dieser Vereine war der „Demokratische Verein“, dessen Vorsitzender Joseph Euler wurde. 1878 kandidierte Euler für das Preußische Abgeordnetenhaus.
Der preußische Staat ehrte Joseph Euler 1874 durch die Verleihung des Titels „Justizrat“ und durch den Roten Adlerorden vierter Klasse. 1886 verstarb er nach längerer Krankheit.

## Nachkommen
- Eulers erster Sohn, Eduard Euler, wurde Notar in Aachen.
- Die Tochter Bertha (1837–1886?) heiratete den Maler Benjamin Vautier, welcher im Verwaltungsrat des Kunstverein für die Rheinlande und Westfalen saß. Aus ihrer Ehe gingen die Maler Karl und Otto Vautier sowie der Kaufmann Paul Louis Vautier hervor, ferner die Tochter Clara, die den Politiker Hermann von Wätjen heiratete und Mutter des Malers Otto von Wätjen wurde.
- Eurlers Tochter Sophie heiratete den Pastor Carl Herbst.
- Eulers zweiter Sohn, Otto Euler, wurde ebenfalls Notar. Bis 1892 arbeitete er als Rechtsanwalt in Düsseldorf. Außerdem engagierte er sich politisch und gesellschaftlich. Von 1879 bis 1908 gehörte er als Mitglied der Zentrumspartei, zuletzt als deren Führer, dem Stadtparlament an. Das kunstsinnige Elternhaus, die Ehe mit Marie Henriette Bendemann (die Tochter des Malers Eduard Bendemann und Enkelin Gottfried Schadows) sowie die Freundschaft mit den Malern Ernst Deger, Franz Ittenbach, Karl und Andreas Müller führten Otto in das Milieu der Düsseldorfer Malerschule. Als Verwaltungsrat und Vorstand der Kunsthalle Düsseldorf betätigte er sich für die kulturelle Entwicklung seiner Stadt. Ottos Sohn Eduard (1867–1931) wurde Landschaftsmaler.

## Veröffentlichungen
- Über das Notariat in Rheinpreußen mit Rückblicken auf die altpreußischen Provinzen und Frankreich. Leipzig 1844.
- Handbuch des Notariats in Preußen. Schaub’sche Buchhandlung, Düsseldorf 1858 (online).